# Massimo Corsale
Massimo Corsale (Napoli, 21 agosto 1935) è un saggista, sociologo, scrittore e professore universitario italiano.

## Biografia
Nacque a Napoli nel 1935. A Roma si è laureato alla Sapienza in Giurisprudenza, ed è libero docente di Filosofia del diritto.

### Carriera universitaria e partecipazioni
Dal 1972 al 1992 ha insegnato Sociologia del diritto all'Università di Salerno. Dal 1973 al 1980 ha diretto l'Istituto di Sociologia, mentre dal 1987 al 1992 il Dipartimento di Sociologia e Scienza politiche.
Dal 1983 al 1990 ha diretto l'Istituto di Ricerche sull'Organizzazione dei Servizi Sociali, oggi IRPPS, Istituto di Ricerche sulla Popolazione e le Politiche Sociali, presso il Consiglio Nazionale delle Ricerche.
Dal 1993, fino al pensionamento, è stato ordinario di Sociologia nell'Università "La Sapienza" di Roma. Parallelamente, dal 1994 al 2017 ha insegnato Sociologia dell'Organizzazione presso l'Università Suor Orsola Benincasa di Napoli. Dal 1995 è consulente del Ministero della Giustizia per le problematiche sui minori. Dal 1995 ad oggi è consulente dell'Associazione Jonathan onlus di Napoli. Già rappresentante italiano nel Board della sezione di Sociologia Clinica dell'ISA , International Sociological Association. Ricopre inoltre la carica di vice presidente dell' I.S.P. Istituto di Studi sulla Paternità di Roma.

## Interessi scientifici e professionali
Massimo Corsale si è occupato scientificamente, attraverso un approccio fenomenologico a divers argomenti tra cui : 
- Epistemologia delle scienze sociali.

- Teoria dell’azione sociale, della decisione razionale e dell’identità.
- Liberalismo e democrazia, totalitarismo, tolleranza.
- Cultura, subcultura, controcultura.
- Pluralismo giuridico e sociale.
- Stato di diritto, certezza del diritto, legalità e legittimità, giustizia ed equità.
- Strutture sociali della modernità e della post-modernità: società di massa e società plurale
- Stato sociale e politiche sociali
- Controllo sociale, istituzioni totali e problema del disciplinamento
- Agenzie del controllo sociale attraverso la socializzazione: famiglia, scuola, gruppo dei pari
- Formazione degli operatori del controllo: insegnanti, operatori sociali, medici, psicologi, giudici
- Delinquenza minorile e giovani dropout[1]
- Trasformazioni dei ruoli sociali: genitori e figli, giovani e anziani, donne e uomini
- Approccio clinico ai problemi sociali attraverso la teoria dei modelli culturali
- Sociologia e filosofia della religione nella società post-moderna.
- Fenomenologia

## Pubblicazioni Encyclopaedia
- Lacune dell’ordinamento (In Enciclopedia del diritto, Giuffrè, Milano1973)[2]
- Pluralismo giuridico (In Enciclopedia del diritto, Giuffrè, Milano 1983)[3]
- Certezza del diritto (In Enciclopedia delle scienze giuridiche, Treccani, Roma 1988)[3]
- Angoisse[4] (In La sociologie clinique de A à Z, Paris 2016)
- Lien social[5] (In La sociologie clinique de A à Z, Paris 2016)
- Vécu[6] (In La sociologie clinique de A à Z , Paris 2016)

## Partecipazione a Convegni Internazionali
- Amsterdam : ISA (1991)
- Montreal : ISA (1998)
- Athens : ISA, RC46 (2000)
- Tours : AISLF (2004)
- Naples : ISA, RC46 (2006), organized by Massimo Corsale
- Barcelona: ISA, RC46 (2008)
- Madrid: ISA, RC46 (2013)
- Vienna: ISA, RC46 (2016)

## Opera

### Pubblicazioni recenti
- "Il disagio nella Piana del Sele". Research Report[7], Battipaglia 2010
- "L'attore sociale e la Turandot," Harmattan Italia", Torino, 2010[8]
- "Sociologia clinica e terapia sociale", Angeli, Milano, 2010[9]
- "Morte (e trasfigurazione?) della democrazia nell’età della comunicazione pervasiva"[10]. In Desk, 2011"Can Sociology Help Us to Live a Better Life? in: Sociological Landscape. Theories, Realities and Trends, Intech on line", 2012[11][12]
- "La vela metafora della vita". In AA.VV. (a cura di V. Morgera et al.):  Da Vela a Vela. Napoli, GESCO, 2012
- "Coping with Young Delinquents in Naples: an Approach in Clinical Sociology" in: International Journal of Criminology and Sociology, 2013[13][14]
- "Il cambiamento". In AA.VV. (a cura di M. Corsale et al.): "Picture of Life.Re-educate through Photography".[15] Ed. dell’Università Suor Orsola Benincasa, Napoli., 2015[16]
- "Perdersi o ritrovarsi?", Ed. Oèdipus, Salerno-Milano, 2017[17]
- "Come un granello di senape.... Il Regno dal cielo alla terra", Ed. Oèdipus, Salerno-Milano, 2019[18]
- "Un nuovo autobus per utopia" Ed. Oèdipus, Salerno-Milano, 2021[19]
- "Ma liberaci dal Male. Femenologia radicale e disincantamento del mondo". Edizioni Sscientifiche Italiane, Napoli, 2023
- "In pellegrinaggio verso Delfi. Fenomenologia della parola". Edizioni Scientifiche Italiane, Napoli, 2025.

### Elenco delle principali pubblicazioni
- 1968: “Il problema della certezza del diritto in Italia dopo il 1950”. Postfazione di Lopez de Oñate, F.: "La certezza del diritto". 3ª ed. a cura di F. Astuti. Milano. Giuffrè[20].
- 1970: "La certezza del diritto". Milano, Giuffrè.[21]
- 1971: Introduzione e traduzione di Kalinowski, G. (1965): "Introduction à la logique juridique".[22] In Id.:  Milano, Giuffrè.
- 1972: “Diritto”. Voce in Enciclopedia Feltrinelli Fischer – Diritto I, a cura di G. Crifò. Milano, Feltrinelli..
- 1973: “Lacune dell’ordinamento”. Voce in Enciclopedia del diritto, vol. XXIII. Milano, Giuffrè.[23]
- 1975: "Un autobus per Utopia. Beni culturali, cultura, controcultura." Roma, Bulzoni[24].
- 1978: Traduzione di Giddens, A. (1976): "New Rules of Sociological Method".[25] In Id.: . Bologna, Il Mulino.
- 1979: "Certezza del diritto e crisi di legittimità". Milano, Giuffrè (ristampa de, "La certezza del diritto", 1970, con nuovo saggio introduttivo )[26].
- 1980: “Consultorio familiare e politica sociale: un approccio sociologico giuridico”. In Sociologia del diritto 1980/2.
- 1982: “Abortion and the Culture of Industrial Society”[27]. In AA.vv. (a cura di A. Baratta): The Impact of Sociology of Law on Government Action.[28] Frankfurt a.M., Lang.
- 1983 con De Luzenberger M. e Vitas E.: “Il sociologo come operatore sociale. Contributo alla definizione di un profilo professionale”. In Sociologia e ricerca sociale, 10/1983.
- 1983: “Pluralismo giuridico”. Voce in Enciclopedia del diritto, vol. XXXIII, Milano, Giuffrè[3].
- 1984: “Ordine sociale e mediazione giuridica”. In AA.vv. (a cura di C. Pontecorvo): "Regole e socializzazione". Torino, Loescher[29].
- 1984: “Eboli: un carcere minorile modello o un’alternativa possibile?”. In Dei delitti e delle pene, 1984/2.
- 1985: “La partecipazione nei servizi sociali sul territorio”. In AA.vv. (a cura di E.U. Savona): "Partecipazione e istituzioni in Italia". Milano, Angeli[30].
- 1987: “Un expert au sein du tribunal: quelque considérations à propos d’une expérience en droit italien"[31].In Annales de Vaucresson. 1987/2[32].
- 1988 : "Certezza del diritto. Profili teorici". Voce in Enciclopedia giuridica. Vol. VI. Roma, Istituto per l’Enciclopedia Italiana[33].
- 1988: “A proposito della professione del sociologo”. In Sociologia del diritto, 1988/3.
- 1989: “Diritto e razionalizzazione nella crisi del moderno”: In AA.vv. (a cura di C. Mongardini e M.L. Maniscalco): "Moderno e postmoderno. Crisi di identità di una cultura e ruolo della sociologia". Roma, Bulzoni.
- 1990: “Il modello pluralistico e la regolamentazione delle professioni”. In AA.vv. (a cura di S. Benvenuto e O. Nicolaus): La bottega dell’anima. Milano Angeli.
- 1990: “Politica sociale e nongoverno dell’innovazione”. In AA.vv. (a cura di V. Pocar e N. Velicogna): "Ragioni del diritto e ragioni dell’economia". Milano, Angeli.
- 1990: “Rivoluzione e giacobinismo”. In AA.vv. (a cura di C. Mongardini e M.L. Maniscalco): "L’Europa moderna e l’idea di rivoluzione". Roma, Bulzoni.
- 1991: “Solidarietà e prevenzione. O repressione?”. In Corsale M. e Russo D. (a cura di): "Istituzioni e solidarietà nella prevenzione della tossicodipendenza". Napoli, ESI.
- 1991: “Il giudizio dei Salomone: modelli culturali e cultura professionale del giudice”. In AA.vv. (a cura di C. Saraceno e M. Pradi): "I figli contesi. L’affidamento dei minori nella procedura di separazione". Milano, Unicopli.
- 1991: “Prevenzione delle condotte socialmente devianti?” In Esperienze di giustizia minorile, 1991.
- 1991: “Normativismo, Welfare State e un paradossale modello di democrazia”. In AA.vv. (a cura di V. Ferrari): Laws and Rights. Milano, Giuffrè.
- 1992: “Salute/malattia: una prospettiva fenomenologica”: In Scheda 2001. Ecologia antropica, 1992.
- 1992: “Giudici e minori in una società senza padre”. In AA.vv. (a cura di A. Giasanti): Giustizia e conflitto sociale. In memoria di Vincenzo Tomeo. Milano, Giuffrè.
- 1993 con M.I. Simeon e M. Calalaluna : "Il governo del disagio. L’esperienza del progetto giovani a Napoli negli anni ’80". Napoli, ESI.
- 1993: “La codificazione vista dall’età della decodificazione”. In Materiali per una storia della cultura giuridica, 1993.
- 1993: “L’organizzazione militare nel quadro della pluralità degli ordinamenti”. In Riv. trim. di Scienza dell’Amministrazione, n 3.4.
- 1994: “Legal Pluralism and the Corporatist Model”[34]. In Ratio Iuris, 7/1994.
- 1994: “Alcuni nodi teorici del modello pluralistico”. In Sociologia del diritto, n.1.
- 1994: “La rappresentanza nella società delle appartenenze”. In AA.vv. (a cura di C. Mongardini e G. Pirzio Ammassari): "Crisi e trasformazione della rappresentanza nell’Europa moderna". Roma, La Goliardica.
- 1995: “Lo specchio dei sensi di colpa: società italiana e disagio minorile”. In AA.vv. (a cura di M. Cavallo): "Le nuove criminalità: Ragazzi vittime e protagonisti". Milano, Angeli.
- 1995: “Il rasoio di Occam nelle scienze del comportamento”: In AA.vv. (a cura di A. Giasanti e G. Maggioni): "I diritti nascosti. Approccio antropologico e prospettiva sociologica". Milano Cortina.
- 1995: “Il giurista fra norma e senso comune: Verso un nuovo diritto giurisprudenziale?” In AA.vv. (a cura di F. D’Agostino): "Ontologia e fenomenologia del giuridico. Studi in onore di Sergio Cotta". Torino, Giappichelli.
- 1996: “Solidarietà e crisi del Welfare State”: In AA.vv. (a cura di E. Bartocci): "Disuguaglianza e stato sociale". Roma, Donzelli.
- 1996 con AA.vv. (a cura di M. Corsale): "Salomone a Babele. Famiglia, servizi e giustizia tra pluralismo culturale e istituzionale". Napoli, ESI.
- 1996: “Welfare System e volontariato”. In AA.vv. (a cura di E. Bartocci): "Le incerte prospettive dello stato sociale". Roma, Donzelli.
- 1997: “Pluralisme juridique et pluralità des ethnies ».[35] In AA.vv. (a cura di R. Cipriani): "Aux sources des sociologies de langue française et italienne".[36]Paris, L’Harmattan.
- 1997 : «Totalitarismo, democrazia e società di massa ». In AA.vv. (a cura di C. Mongardini e G. de Finis): Le trasformazioni del politico. Roma, Bulzoni.
- 1997: “Renato Treves fra teoria, ricerca e valori”. In AA.vv. (a cura diu V. Ferrari, M. Grezzi e N. Velicogna): Diritto, cultura e libertà. Milano, Giuffrè.
- 1997: “Elogio dell’incompletezza. Uno Statuto dei diritti dei minori?”. In AA.vv. (a cura di G.Maggioni e C. Baraldi): "Cittadinanza dei bambini e costruzione sociale dell’infanzia". Urbino. Quattroventi.
- 1997: “Commentary on The Ethic of Normalization by H.S. Reinders”. In Cambridge Quarterly of Healthcare Ethics, 6/1997.
- 1997: “Donne soldato e pari opportunità”. In AA.vv. (a cura di F. Battistelli): "Donne e Forze Armate". Milano, Angeli.
- 1998: "L’autunno del Leviatano. Legame sociale, norme e democrazia nella società plurale". Napoli, ESI.
- 1998: "The lien social between Mass and Corporate Society. What’s the Role Played by the lien social in the Present Crisis of Democracy?”[37] In International Review of Sociology, 8/1998, n.2.
- 1999: “La mediazione fra società plurale e diritto mite”. In AA.vv. : "La mediazione penale in ambito minorile: applicazione e prospettive". Milano, Angeli. Quindi anche in MinoriGiustizia, 1999.
- 2000: "L’identità del sociologo. La sociologia tra le scienze del comportamento". Trieste, Editrice Goliardica.
- 2001: “Formazione per cosa? Elogio del disciplinamento”. In AA.vv. (a cura di V. Morgera, S. Ricciardi, F. Mirelli): "Perché prevalga il dubbio. Adolescenti, disagio, prevenzione". Napoli, Pironti.
- 2002: ”Il diritto di cultura come principio regolativo nei rapporti fra le comunità nazionali”. In AA.vv.: "Quale cultura per l’Europa? Ordinamenti giuridici e culture nel processo di globalizzazione". Roma (Scuola Superiore della Pubblica Amministrazione, IRSI e Maison des Sciences de l’Homme di Parigi).
- 2002: “Politica sociale e soggettività della famiglia”. In AA.vv.: "Raccolta di scritti in memoria di Antonio Villani". Vol.I. Napoli, Inst.Univ. Suor Orsola Benincasa.
- 2003: “Lettere a casa”. (Rapporto di ricerca su devianza minorile). In AA.vv. (a cura di A. Marchese, V. Morgera e S. Ricciardi): "Chi vi scrive… Napoli", Guida.
- 2003: “Dal normativismo al diritto giurisprudenziale. La riproduzione assistita come ponte dell’asino del liberalismo”. In Diritto Romano Attuale, 10/2003.
- 2004: “L’intellettuale fra professione e vocazione: quale laicità ?”. In Sociologia, 3/2004.
- 2006: “Comunità e cultura del lavoro nell’età della flessibilità.” In AA.vv. (a cura di V. Morgera e S. Ricciardi): "Il futuro di un incontro. Progetto Jonathan Indesit Company Fiat Auto". Napoli, GESCO.
- 2007: "Diario di bordo. Alla ricerca dell’identità maschile". Salerno, Plectica.
- 2008: “Sensemaking[38]e criteri di efficienza/efficacia nel sistema bancario cooperativo”. In Cooperazione di credito, n.58, ott/dic 2006.
- 2008: “La sociologie clinique comme science rigoureuse et comme pratique sociale »[39], in International Review of Sociology, vol.18. n.3, nov. 2008
- 2010 : "Sociologia clinica e terapia sociale" (vol. collettivo a cura di M. Corsale). Milano, Angeli.
- 2010: "L’attore sociale e la principessa Turandot. Senso, identità, verità." Torino, L’Harmattan.
- 2010: "Il disagio nella Piana. Rapporto di ricerca su “Il disagio sociale nella Piana del Sele”, commissionata dalla Cassa Rurale e Artigiana BCC di Battipaglia.
- 2011: “Morte (e trasfigurazione?) della democrazia nell’età della comunicazione pervasiva”. In Desk, 2011.
- 2012: ”Can Sociology Help us to Live a Better Life?”. In AA.VV. (a cura di D. Erasga): Sociological Landscape. Theories, Realities and Trends. INTECH on line
- 2012: “La vela metafora della vita”. In AA.VV. (a cura di V. Morgera et al.): "Da Vela a Vela". Napoli, GESCO.
- 2013: “Coping with Young Delionquents in Naples. An Approach in Clinical Sociology”[40]. In: International Journal of Criminology and Sociology.
- 2015: «Il cambiamento». In AA.VV. (a cura di M. Corsale et al.): Picture of Life. Reeducate through Photography. Ed. dell’Università Suor Orsola Benincasa, Napoli.
- 2017: "Perdersi o ritrovarsi? Navigare (serenamente) nella nostra angoscia quotidiana". Ed. Oèdipus, Salerno Milano.
- 2019: "Come un granello di senape.... Il Regno dal cielo alla terra", Ed. Oèdipus, Salerno-Milano.
- 2021: "Un nuovo autobus per utopia" Ed. Oèdipus, Salerno-Milano.
- 2023: "Ma liberaci dal Male. Femenologia radicale e disincantamento del mondo". Edizioni Scientifiche Italiane